# کیروو (باشقیرستان)
کیروو (انگلیسی: Kirovo, Republic of Bashkortostan) یک شهرک در شهرستان داولکانوفسکی در استان باشقیرستان کشور روسیه است.